# Marca (registro)

Símbolo de la marca registrada®

A efectos legales, una marca es un signo que es apto para distinguir un producto o servicio en el mercado.  Cuando dicha marca ha sido registrada ante la entidad gubernamental encargada del trámite de registro, suele denominarse como “marca registrada” (en inglés, trademark), la cual se muestra de forma abreviada con los símbolos ™, MR o ®, aunque esto no es indicativo del registro ante la autoridad competente. También existe la posibilidad de proteger una marca de forma regional en algunas zonas como, por ejemplo, ocurre con la marca de la Unión Europea (cuya solicitud de registro se presenta ante la Oficina de Propiedad Intelectual de la Unión Europea).
El signo de una marca puede ser una palabra o una combinación de palabras, una Imagen o un diseño, formas tridimensionales, sonidos y en algunos países, los olores, las texturas y cualquiera otro que cumpla con los requisitos de distintividad y posibilidad de ser representado por escrito o gráficamente. 
El registro de una marca otorga a su titular, la posibilidad de autorizar o prohibir el uso de la misma a terceras personas. Los Estados generalmente otorgan herramientas jurídicas de protección (procesos civiles y penales) a los titulares de las marcas para defenderlas de copias no autorizadas.
Una marca registrada define la identidad gráfica, física u operativa de un producto o servicio. Incluye elementos gráfico-visuales propios que diferencian el artículo de sus competidores, proporcionándole cierta identidad en el sector comercial. Además, se trata de una identidad registrada, protegida por las leyes correspondientes que puede utilizarse con exclusividad.

## Registro de la marca

### Inicio de los trámites
El registro de una marca es un procedimiento administrativo que se inicia con una solicitud de marca y se solicita en la oficina de patentes y marcas de cada país, o autoridad que aplica las leyes y tratados que rigen la materia. Una vez ingresada la solicitud se obtiene un derecho de prioridad hasta que después de un tiempo (tiempo que depende de cada organismo nacional) se publique en un boletín o gaceta oficial para notificar a quienes podrían ver amenazados sus intereses.
Desde su publicación los terceros que consideren que la marca solicitada afecta sus intereses o simplemente que incumple la normativa vigente, tienen derecho a realizar una oposición dentro de los 30 días siguientes a la mencionada publicación.
La solicitud que no tiene oposición, continúa un complejo procedimiento hasta que llega al último estadio, el estudio de fondo, que determinará si la marca cumple los requisitos necesarios para otorgarse.
De no existir oposiciones ni observaciones, el procedimiento avanza hacia el registro definitivo siempre que no existan solicitudes de prioridad derivadas del Convenio de París ni se encuentre dentro de las causales de rechazo que cada ley nacional establece. Una vez otorgada tiene un plazo de vigencia y se puede renovar indefinidamente.

### Clasificación de Niza
La Clasificación de Niza es un sistema de clasificación internacional para productos y servicios, y es necesaria a la hora de definir una marca para poder registrarla La próxima actualización de en la Reunión para registrar una marca en Niza tendrá lugar en 2022..
La Clasificación Niza, fue establecida en 1957 mediante el Arreglo de Niza.
Los diferentes productos y servicios se clasifican en 45 clases (desde la 1 a la 34 incluyen productos, y desde la 35 a la 45 servicios). La idea de este sistema es especificar y limitar la extensión del derecho, determinando los productos o servicios que son cubiertos por la marca, y al mismo tiempo unificando el sistema de clasificación en todo el mundo. La clasificación Niza se actualiza cada 5 años. A la hora de registrar una marca es necesario asignarle un número o varios de la lista Niza.

### Actualización de clases de Niza
La próxima Reunión de actualización de clases en el tratado de Niza da entendido en 2022 si no se extiende un plazo por emergencia sanitaria.

### Causales de rechazo
Si la marca es descriptiva o constituye un término común, la solicitud es rechazada. Lo mismo ocurre si otras marcas similares se encuentran previamente registradas. O la falta de documentación necesaria para el registro en el momento de la solicitud. Otra causal es la presentación de solicitudes de registro de marcas notorias, es decir marcas ampliamente conocidas en sus países de origen independientemente de su existencia en el registro de la oficina doméstica.

### Vigencia
En la mayoría de los países la vigencia de una marca oscila en promedio entre 10 y 15 años. Transcurrido ese período, el registro puede ser renovado por otro plazo idéntico, con la sola manifestación de la voluntad del solicitante. Si no se renueva, la marca deja de estar protegida.

### Extinción del derecho
Cuando existen conflictos entre partes, posteriores al otorgamiento del registro, es posible solicitar la nulidad del trámite. La misma puede ser resuelta por la autoridad de aplicación o bien por vía judicial. Las causales más frecuentes suelen ser: similitud entre las marcas registradas o bien la vulgarización de las mismas.

### Agentes de la propiedad industrial
Los agentes de la Propiedad Industrial son especialistas en la materia que generalmente impulsan el procedimiento registral de la marca, evaluando no solo la conveniencia de cómo se debe iniciar el trámite sino que también resuelven los distintos inconvenientes que puedan existir.
Por regla general, los Agentes de la Propiedad Industrial custodian las marcas solicitadas por quien instruyó su registro, notificándole las posibles marcas que puedan ser similares, idénticas, que provoquen alguna clase de confusión o simplemente agredan derechos legítimos; además, realizan la oposición a la nueva marca solicitada. Presentan estas observaciones no solo si consideran que una solicitud puede afectar los intereses de sus clientes, sino también cuando desean obtener un beneficio económico para dejar de obstruir el trámite.

### Obligatoriedad de uso
Por regla general, el titular de la marca está obligado a usarla en relación con los productos o servicios para los que le ha sido concedida. En caso de que la marca no sea usada, algunos Estados, conceden la llamada acción de cancelación, para que cualquier persona, solicite, como su nombre lo indica, la cancelación de la marca por falta de uso. El titular de la marca deberá probar dentro del proceso, que sí se encuentra haciendo uso de la marca. En la Comunidad Andina de Naciones (CAN), si el titular no logra demostrar que usó la marca durante los últimos 3 años contados desde la presentación de dicha acción, la misma será cancelada y se dará prioridad a quien inició la acción para que inicie su registro.